# Baboucarr Bouy
Baboucarr Bouy ist ein gambischer Beamter und Politiker. Seit November 2022 ist er Minister für den öffentlichen Dienst, die Verwaltungsreform, die politische Koordinierung und deren Umsetzung. 

## Werdegang
Bouy hat einen Bachelor in reiner Mathematik und Statistik der University of Wales und einen Master in Bildung und internationale Entwicklung der University of London.
Bouy war zunächst als Lehrer für Mathematik tätig. 1994 begann er im Ministerium für den primären und sekundären Bildungsbereich als Bildungsplaner. Von 2007 bis 2017 war er Staatssekretär in diesem Ministerium. In dieser Position war er u. a. verantwortlich für die Einführung eines Bildungsprogramms für Mädchen, das zur Geschlechterparität in der Grund- und Sekundarschulbildung führte; ferner für die Einführung eines Leistungsmanagementsystems im Ministerium, die Schaffung eines Koordinierungsausschusses und die Einführung eines Leseprogramms für die unteren Klassenstufen. Im Mai 2012 wurde er mit dem Jit Gill Memorial Award for Outstanding Public Service der Weltbank ausgezeichnet. Nach seiner Tätigkeit als Staatssekretär war er CEO der internationalen Nichtregierungsorganisation Effective Intervention für die Region Afrika. Von 2018 bis 2021 war er zudem Vorsitzender des West African Examinations Council.
Zum 1. November 2022 ernannte Präsident Adama Barrow ihn als Nachfolger von Baboucarr Ousmaila Joof zum Minister für den öffentlichen Dienst, die Verwaltungsreform, die politische Koordinierung und deren Umsetzung.